# GemeenteBelangen Katwijk
GemeenteBelangen Katwijk is een lokale politieke partij in de Nederlandse gemeente Katwijk die is ontstaan in 1970 om te zorgen voor "vernieuwing, verandering en openheid binnen de Katwijkse politiek." De partij heeft momenteel (2018) drie zetels in de Katwijkse gemeenteraad. In de volksmond wordt de partij ook wel GB genoemd. De kleur van GemeenteBelangen is geel. 
Tussen 1978 en 2002 vormde de partij een combinatie met D66 onder de naam GB/D66. In de vijftig jaar dat de partij bestaat heeft het zowel aan de oppositie als de coalitie deelgenomen met in totaal vier wethouders. 
Op 25 februari 2015 werd de vierkoppige raadsfractie van GemeenteBelangen gehalveerd, nadat Gerard Bol en Marcel van Tol de partij verlieten. Zij namen hun zetel mee en richtten de nieuwe partij De Lokalen op.